# Holoperas innotata
Holoperas innotata är en fjärilsart som beskrevs av W. Warren 1891. Holoperas innotata ingår i släktet Holoperas och familjen mott. Inga underarter finns listade i Catalogue of Life.